# 義俠女打洞
義俠女打洞，加拿大的粵劇，1927年7月18日(星期一)晚上7時在加拿大卑詩省溫哥華的「同利大舞臺戲院」(Mandarin Theatre)演出。

## 本事
- 第一幕：
  - 王桂昌(張文俠或新蛇仔秋飾演)到林府祝壽，與林蘭英(黃玉蓮飾演) 及她的婢女玉蟬(何月華飾演)邂逅，以文才奪得兩女歡心，向蘭英父林國賢(陳飛洲飾演)稟明，獲准招郎入舍與林蘭英(黃玉蓮飾演)成婚，並賜婢女玉蟬(何月華飾演)作妾，兩女共侍一夫。
- 第二幕：
  - 富家公子孫洪(靚少雄或靚少康飾演)路過林家，見林蘭英(黃玉蓮飾演)美貌，強禮求婚，遭蘭英父林國賢(陳飛洲飾演)當場拒絕，孫洪(靚少雄或靚少康飾演)老羞成怒刺死蘭英父林國賢(陳飛洲飾演)，並追殺林蘭英(黃玉蓮飾演)及婢女玉蟬(何月華飾演)，主僕在逃亡路上混亂中失散。林蘭英(黃玉蓮飾演)遇上老英雄雷強(亞錫飾演)，被他拔刀相助救走，問明來歷後，收為義女，盡傳武藝給她。
- 第三幕：
  - 此後富家公子孫洪(靚少雄或靚少康飾演)，逢有美女就搶。那時有宋子枝(何大昌飾演)與女兒宋巧娘(李燕芳飾演)在墳前掛帛，被公子孫洪(靚少雄或靚少康飾演)窺見即被搶走，不順從就被困在黑洞後。
- 第三幕：
  - 林蘭英(黃玉蓮飾演)盡學得義父雷強(亞錫飾演)的武藝後，女扮男裝下山報仇，路經寺觀歇宿一宵，忽聞能悲泣之聲，遂打開門扇救出宋巧娘(李燕芳飾演)，追問下原來又一樁被孫洪(靚少雄或靚少康飾演)所害的案例。
- 第四幕：
  - 林蘭英(黃玉蓮飾演)親送宋巧娘(李燕芳飾演)回家，路途遙遠被逼在客棧度宿，此時宋巧娘(李燕芳飾演)見林蘭英(黃玉蓮飾演)仗義，望以身相報，方知她原本是女兒身，遂結義成金蘭姊妹。
- 第五幕：
  - 此時丈夫王桂昌(張文俠或新蛇仔秋飾演)高中魁首，與婢女玉蟬(何月華飾演)相會，大伙兒過府，與惡賊孫洪(靚少雄或靚少康飾演)理論報卻前仇。此後，林蘭英(黃玉蓮飾演)、玉蟬(何月華飾演)及宋巧娘(李燕芳飾演)三女共侍王桂昌(張文俠或新蛇仔秋飾演)作結局。

## 演員表
- 黃玉蓮飾演林蘭英；
- 紅衣女飾演秋桂；
- 李燕芳飾演宋巧娘；
- 走盤珠飾演何氏；
- 何月華飾演玉蟬；
- 靚少雄或靚少康飾演孫洪；
- 霸王滔飾演普元；
- 嶺上梅飾演桃花；
- 張文俠或新蛇仔秋飾演王桂昌；
- 靚金玉飾演教頭；
- 百歲徒飾演林瑞華；
- 亞錫飾演雷強；
- 金艮潤飾演杜氏；
- 陳飛洲飾演林國賢；
- 何大昌飾演宋子枝；
- 吳少榮飾演師爺。